# Consonne sub-apicale

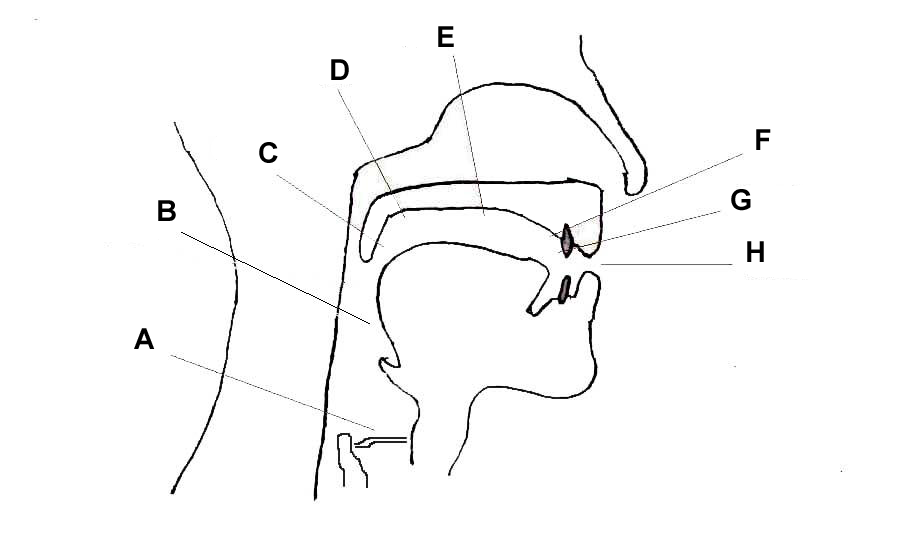
Schéma des lieux d'articulation.

En phonétique articulatoire, une consonne sub-apicale est une consonne qui a le dessous de la partie antérieure de la langue comme articulateur. Les consonnes sub-apicales qui s'observent dans les langues forment un type particulier de consonnes rétroflexes. Elles se trouvent en particulier dans les langues dravidiennes de l'Inde du Sud.
En revanche, toutes les rétroflexes ne sont pas sub-apicales, elles peuvent aussi être apicales, simplement articulées avec la pointe de la langue.

## Référence
- (en) Peter Ladefoged et Ian Maddieson, The Sounds of the World's Languages, Oxford, Blackwell, coll. « Phonological theory », 1996, XXI-425 p., 25 cm (ISBN 0-631-19814-8, 978-0-631-19814-7, 0-631-19815-6 et 978-0-631-19815-4, OCLC 489691681, LCCN 94049209), ch. 2 « Places of articulation ».